# Mistrzostwa Europy w Lekkoatletyce 1986 – skok w dal mężczyzn

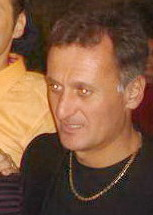
Robert Emmijan

Skok w dal mężczyzn był jedną z konkurencji rozgrywanych podczas XIV mistrzostw Europy w Stuttgarcie. Kwalifikacje zostały rozegrane 28 sierpnia, a finał 29 sierpnia 1986 roku. Zwycięzcą tej konkurencji został reprezentant Związku Radzieckiego Robert Emmijan. W rywalizacji wzięło udział osiemnastu zawodników z trzynastu reprezentacji.

## Rekordy
| Rekord świata     | Bob Beamon (USA)      | 8,90 | Meksyk, Meksyk | 18.10.1968 |
| Rekord Europy     | Robert Emmijan (SUN)  | 8,61 | Moskwa, ZSRR   | 06.07.1986 |
| Rekord mistrzostw | Lutz Dombrowski (GDR) | 8,30 | Ateny, Grecja  | 09.09.1982 |

## Wyniki

### Kwalifikacje
Zawodnicy startowali w dwóch grupach. Minimum kwalifikacyjne wynosiło 7,90 m. Do finału awansowali skoczkowie, którzy uzyskali minimum (Q) lub 12 skoczków z najlepszymi wynikami (q).
| Pozycja | Grupa | Zawodnik             | Państwo         | Wynik  | Uwagi |
| ------- | ----- | -------------------- | --------------- | ------ | ----- |
| 1.      | B     | Robert Emmijan       | ZSRR            | 8,24   | Q     |
| 2.      | A     | Emiel Mellaard       | Holandia        | 7,90   | Q     |
| 3.      | A     | Giovanni Evangelisti | Włochy          | 7,87   | q     |
| 4.      | A     | Serhij Łajewski      | ZSRR            | 7,85   | q     |
| 5.      | B     | Stanisław Jaskułka   | Polska          | 7,85   | q     |
| 6.      | B     | Norbert Brige        | Francja         | 7,81   | q     |
| 7.      | A     | Claude Morinière     | Francja         | 7,80   | q     |
| 8.      | A     | Ivo Krsek            | Czechosłowacja  | 7,79   | q     |
| 9.      | A     | Andrzej Klimaszewski | Polska          | 7,75   | q     |
| 10.     | B     | Dietmar Haaf         | RFN             | 7,74   | q     |
| 11.     | B     | Fabrizio Secchi      | Włochy          | 7,73   | q     |
| 12.     | B     | Zdeněk Hanáček       | Czechosłowacja  | 7,70   | q     |
| 13.     | A     | Teddy Steinmayr      | Austria         | 7,68 w |       |
| 14.     | A     | Antonio Corgos       | Hiszpania       | 7,67   |       |
| 15.     | B     | Atanas Czoczew       | Bułgaria        | 7,59   |       |
| 16.     | A     | Gyula Pálóczi        | Węgry           | 7,49   |       |
| 17.     | B     | Michael Rodostenus   | Cypr            | 7,46   |       |
| 18.     | B     | Fred Salle           | Wielka Brytania | 7,40   |       |

### Finał
| Poz. | Zawodnik             | Reprezentacja  | Próby | Próby | Próby | Próby | Próby | Próby | Wynik | Uwagi |
| Poz. | Zawodnik             | Reprezentacja  | 1     | 2     | 3     | 4     | 5     | 6     | Wynik | Uwagi |
| ---- | -------------------- | -------------- | ----- | ----- | ----- | ----- | ----- | ----- | ----- | ----- |
| 01 ! | Robert Emmijan       | ZSRR           | 8,29  | 8,41  | x     | x     | x     | 8,04  | 8,41  | CR    |
| 02 ! | Serhij Łajewski      | ZSRR           | 7,97  | 8,01  | 8,00  | 7,68  | x     | x     | 8,01  |       |
| 03 ! | Giovanni Evangelisti | Włochy         | 7,92  | 7,84  | 7,55  | 7,58  | 7,77  | x     | 7,92  |       |
| 4.   | Emiel Mellaard       | Holandia       | 7,83  | 7,91  | x     | 7,31  | 7,67  | x     | 7,91  |       |
| 5.   | Stanisław Jaskułka   | Polska         | 7,70  | x     | 7,56  | 7,59  | 7,75  | 7,85  | 7,85  |       |
| 6.   | Norbert Brige        | Francja        | 7,72  | 7,54  | 7,53  | x     | 7,39  | x     | 7,72  |       |
| 7.   | Ivo Krsek            | Czechosłowacja | 7,31  | 7,11  | 7,69  | 7,49  | x     | 7,59  | 7,69  |       |
| 8.   | Zdeněk Hanáček       | Czechosłowacja | 7,44  | 7,54  | 7,59  | 7,58  | x     | x     | 7,59  |       |
| 9.   | Claude Morinière     | Francja        |       |       |       |       |       |       | 7,51  |       |
| 10.  | Dietmar Haaf         | RFN            |       |       |       |       |       |       | 7,48  |       |
| 11.  | Andrzej Klimaszewski | Polska         |       |       |       |       |       |       | 7,39  |       |
| 12.  | Fabrizio Secchi      | Włochy         |       |       |       |       |       |       | 7,35  |       |